# Wschodnia Slawonia, Baranja i Zachodni Srem
Wschodnia Slawonia, Baranja i Zachodni Srem – istniejąca w latach 1995–1998 autonomiczna republika serbska w Chorwacji.
Po wystąpieniu Chorwacji z Socjalistycznej Federacyjnej Republiki Jugosławii 25 czerwca 1991 Serbowie zamieszkujący region wschodniej Slawonii, Baranję i zachodni Srem ogłosili odłączenie się od Chorwacji. 26 lutego 1992 republika weszła w skład Republiki Serbskiej Krajiny.
Po zajęciu i zlikwidowaniu Republiki Serbskiej Krajiny przez Chorwatów w sierpniu 1995 Wschodnia Slawonia, Baranja i Zachodni Srem została wydzielona jako autonomiczna serbska republika pod administracją ONZ.
Na początku lutego 1997 siły ONZ wycofały się z republiki, przekazując administrację rządowi chorwackiemu. W 1998 republika została zlikwidowana.

## Prezydenci
- Ilija Koncarević 1991–1992
- Slavko Dokmanović 1995–1996
- Goran Hadžić 1996–1998

## Premierzy
- Veljko Dzakula 1991
- Goran Hadžić 1991–1992
- Borislav Drzajić 1995–1996
- Vojislav Stanimirović 1996–1998